# 過激
| ウィキペディアには「過激」という見出しの百科事典記事はありません（タイトルに「過激」を含むページの一覧/「過激」で始まるページの一覧）。 代わりにウィクショナリーのページ「過激」が役に立つかもしれません。 |